# Kevin King
Kevin King (ur. 28 lutego 1991 w Atlancie) – amerykański tenisista.

## Kariera tenisowa
W swojej karierze wygrał jeden singlowy oraz cztery deblowe turnieje rangi ATP Challenger Tour.
W 2014 roku podczas Wimbledonu zadebiutował w imprezie wielkoszlemowej w grze podwójnej. Startując w parze z Ryanem Harrisonem przeszedł kwalifikacje, a następnie odpadł w pierwszej rundzie.
W 2018 roku zakwalifikował się do turnieju głównego Australian Open w grze pojedynczej. Odpadł wówczas w pierwszej rundzie po porażce z Jo-Wilfriedem Tsongą.
W rankingu gry pojedynczej najwyżej był na 162. miejscu (7 maja 2018), a w klasyfikacji gry podwójnej na 114. pozycji (28 lipca 2014).

### Zwycięstwa w turniejach ATP Challenger Tour

#### Gra pojedyncza
| Końcowy wynik | Nr | Data             | Turniej | Nawierzchnia | Przeciwnik     | Wynik finału |
| ------------- | -- | ---------------- | ------- | ------------ | -------------- | ------------ |
| Zwycięzca     | 1. | 17 września 2017 | Cary    | Twarda       | Cameron Norrie | 6:4, 6:1     |

#### Gra podwójna
| Końcowy wynik | Nr | Data              | Turniej         | Nawierzchnia  | Partner             | Przeciwnicy                                | Wynik finału      |
| ------------- | -- | ----------------- | --------------- | ------------- | ------------------- | ------------------------------------------ | ----------------- |
| Zwycięzca     | 1. | 22 września 2013  | Quito           | Ceglana       | Juan Carlos Spir    | Christopher Díaz Figueroa Carlos Salamanca | 7:5, 6:7(9), 11–9 |
| Zwycięzca     | 2. | 2 lutego 2014     | Chitré          | Twarda        | Juan Carlos Spir    | Alex Llompart Mateo Nicolas Martinez       | 7:6(5), 6:4       |
| Zwycięzca     | 3. | 19 kwietnia 2014  | San Luis Potosí | Ceglana       | Juan Carlos Spir    | Adrián Menéndez Maceiras Agustín Velotti   | 6:3, 6:4          |
| Zwycięzca     | 4. | 17 listopada 2019 | Champaign       | Twarda (hala) | Christopher Eubanks | Evan Hoyt Martin Redlicki                  | 7:5, 6:3          |